# 科約科約區
科約科約區（西班牙語：Distrito de Cuyocuyo），是秘魯的一個區，位於該國東南部普諾大區的桑迪亞省，始建於1854年5月2日，面積503.91平方公里，海拔高度3,450米，2005年人口8,062，人口密度每平方公里16人。